# Трициртис широколистный
Трициртис широколистный (лат. Tricyrtis latifolia) — вид однодольных растений рода Трициртис (Tricyrtis) семейства Лилейные (Liliaceae). Впервые описан российским ботаником Карлом Ивановичем Максимовичем в 1867 году.

## Распространение и среда обитания
Хотя в некоторых источник вид определяется эндемиком Японии, известно о нахождении экземпляров на территории Китайской Народной Республики (провинции Хэбэй, Хэнань, Хубэй, Шэньси и Сычуань). Растёт в лесах и на опушках.

## Ботаническое описание

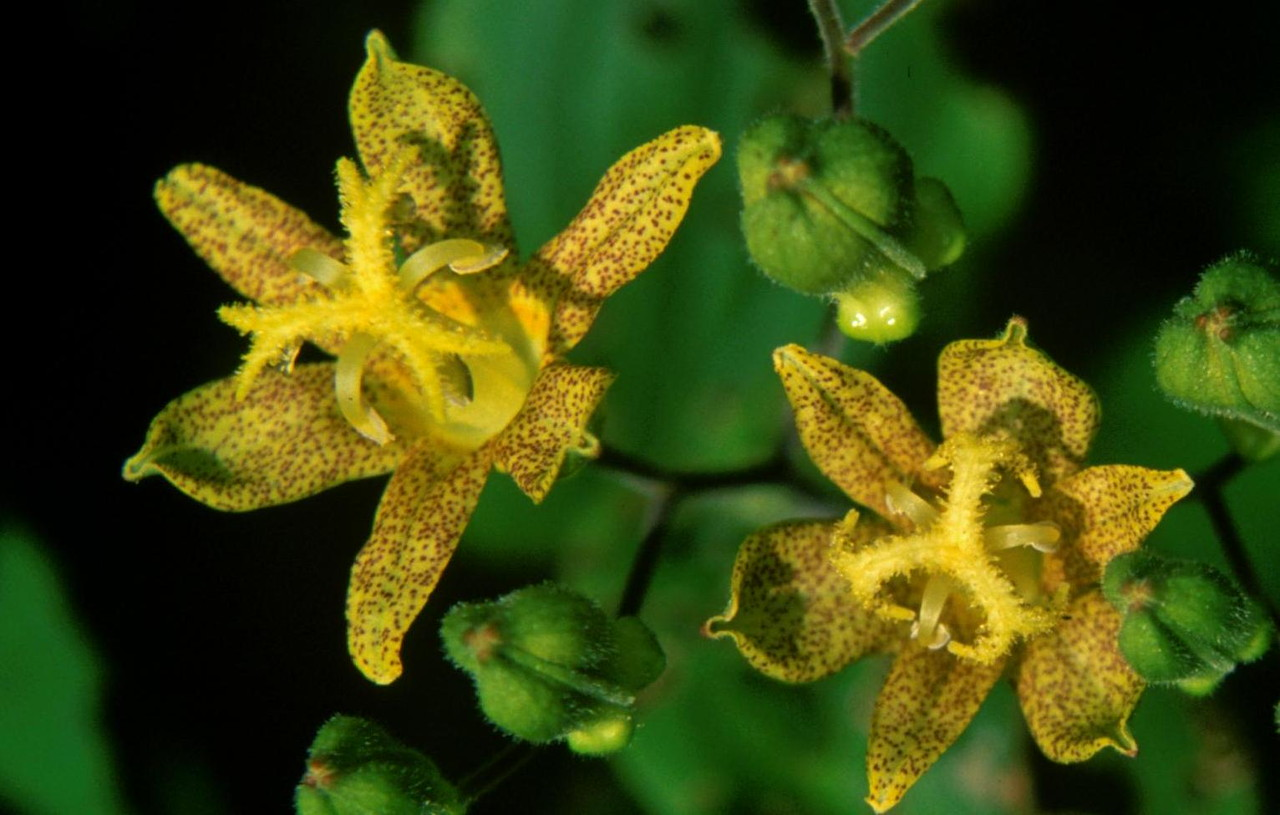
Цветки

Стебель обычно голый, высотой 40—100 см.
Листья формой от обратнояйцевидных до яйцевидно-эллиптических.
В соцветии от нескольких до многих цветков бледно-жёлтого цвета с пурпурно-красными пятнами.
Плод — коробочка. Цветёт и плодоносит с июня по сентябрь.
Число хромосом — 2n=26.

## Синонимы
Синонимичные названия:
- Compsoa latifolia (Maxim.) Kuntze
- Tricyrtis bakeri Koidz.
- Tricyrtis latifolia var. emaculata Honda
- Tricyrtis latifolia var. makinoana (Tatew.) Hiyama
- Tricyrtis latifolia var. nikkomontana Hiyama
- Tricyrtis makinoana Tatew.
- Tricyrtis puberula Nakai & Kitag.